# Sangcyklus
En sangcyklus er en samling af sange, det er meningen bliver fremført samlet i en cyklus.
De vigtigste sangcyklusser fra den romantiske periode er:
- Beethovens: An die ferne geliebte
- Schuberts: Die schöne Müllerin
- Schuberts: Winterreise
- Schumanns: Dichterliebe
- Schumanns: Frauenliebe und Leben